# Hydro-Québec
Hydro-Québec — канадська державна компанія, заснована у 1944, відповідальна за виробництво, транспортування і збут електроенергії у Квебеці. Штаб-квартира знаходиться в Монреалі.
Маючи в своєму розпорядженні 60 гідроелектростанцій і одну атомну електростанцію, Hydro-Québec є головним виробником електроенергії в Канаді і найбільшим виробником гідроелектроенергії у світі. Встановлена потужність його обладнання становить 36671 мегават (МВт), а число його клієнтів у 2010 склало 4 мільйонів суб'єктів.
Завдяки тому, що Hydro-Québec інтенсивно і безперервно протягом півстоліття розвивав гідроенергетику — побудував електростанції Берсіміс, розширив електростанції Боарнуа, Карійон, Манік-Утард, Черчилл-Фолс і гігантський проєкт Затока Джеймс, — Квебек зміг зменшити свою залежність від органічного палива. У 2006 енергетика була головним джерелом первинної енергії, спожитої у Квебеку, і становила 40,4% квебецького енергетичного балансу. Між тим, це вплинуло на тубільців, що проживали в Північному Квебеці, які були категорично проти спорудження та експлуатації Квебеком гідроелектростанцій.
З моменту свого заснування Hydro-Québec відіграє визначальну роль в економічному розвитку Квебека судячи з розміру його інвестицій, з розвитку визнаної експертизи — особливо в області інженерного консалтингу, транспортування електроенергії і управління великими інфраструктурними проєктами — і по його здатності виробляти велику кількість електроенергії за низькою ціною.
Збільшення витрат енергетики у 2000-х, низькі процентні ставки і вироблення міжнародного консенсусу з питання про кліматичні зміни надали позитивний вплив на прибуток Hydro-Québec. З 2005 по 2009 підприємство виплатило 10 мільярдів канадських доларів дивідендів уряду Квебека, як і раніше гарантуючи квебекцям стабільні і одноманітні ставки тарифів на електроенергію, що є одними з найнижчих в Північній Америці.

## Історія
У роки, що пішли за Великою депресією 1930-х, виникають вимоги втручання уряду в сектор енергетики. Все більше дорікають «електричний трест»: його тарифи вважаються надмірними, а прибуток — завеликим. Під впливом націоналізації виробництва і муніципалізації розподілу, проведених в Онтаріо сером Адамом Беком на початку XX століття, такі діячі, як Філіп Амель і Т.-д. Бушар, пропонують перейняти досвід сусідньої провінції. Прийшовши до влади в 1939 , Аделяр Годбу поділяє ідеї прихильників націоналізації. Він заявляє про неефективність системи, керованої інтересами англомовних, а також про таємний зв'язок між двома головними суб'єктами — Montreal Light, Heat and Power (MLH & P) і Shawinigan Water and Power, — який він називає «брудною і порочною економічною диктатурою».

### Дві націоналізації

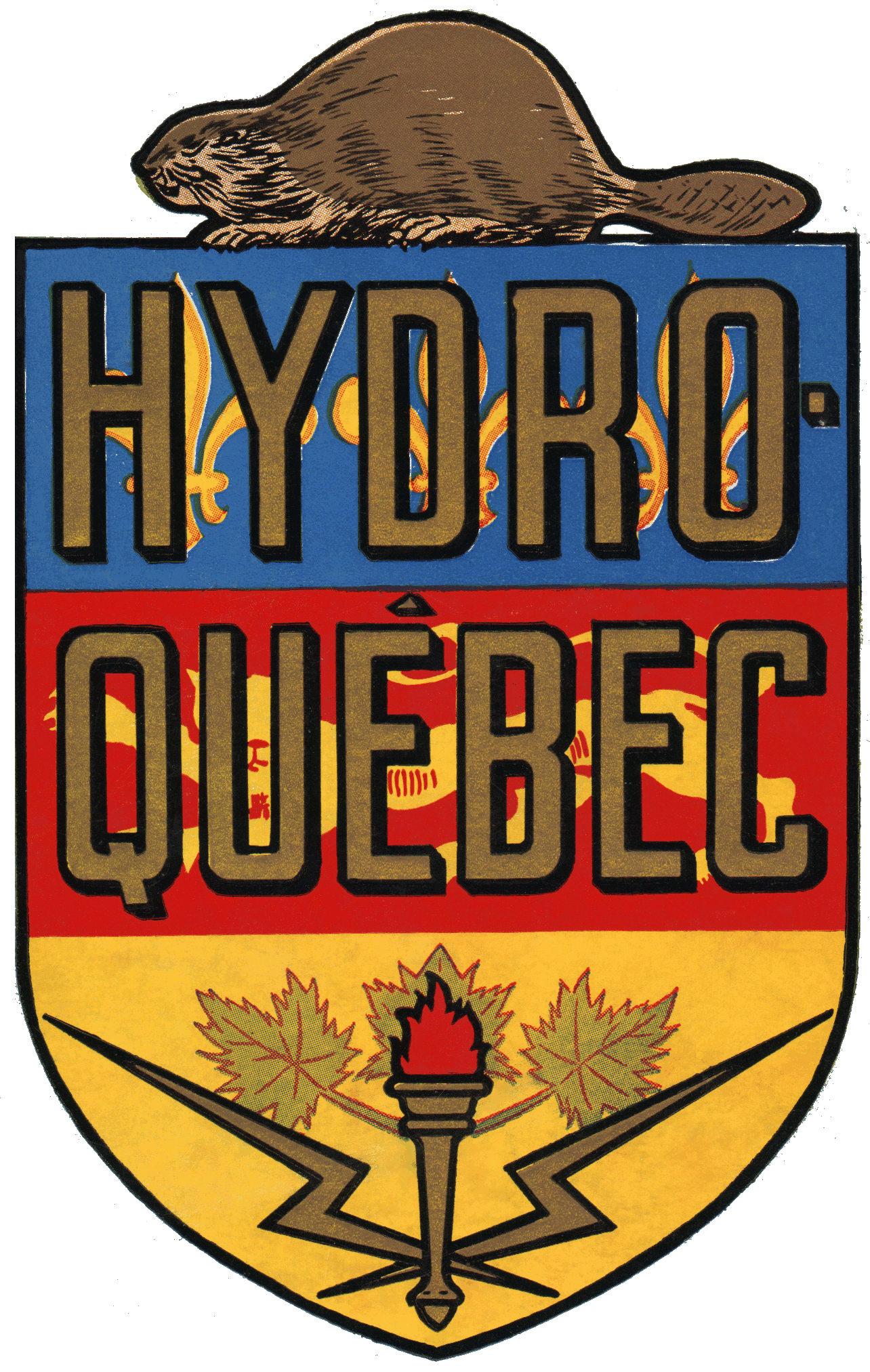
Перший логотип (1944–1964) Hydro-Québec

#### Перші роки
Восени 1943 уряд Годбу вносить законопроєкт про початок контролю над MLH & P, що володіє монополією в основній зоні Монреаля. 14 квітня 1944 Законодавчі збори Квебека приймають закон, що створює комерційне підприємство у державній власності — Commission hydroélectrique de Québec (Квебецька гідроенергетична комісія), скорочено Hydro-Québec. За законом новій компанії довірені повноваження з «поставки електроенергії […] за якомога нижчими тарифами згідно з розумним фінансовим управлінням», з відновленням старої електричної мережі та з розвитку електрифікації сільських областей, що не обслуговуються існуючими підприємствами.
Придбання контрольного пакету акцій MLH&P відбувається на наступний день, 15 квітня 1944 . Поразка ліберальної партії Годбу, завдана їй кількома місяцями пізніше Національною спілкою Моріса Дюплессі, не стосується цього рішення. Міністр Деніел Джонсон, з 1966 по 1968 був прем'єр-міністром, знаходиться серед тих, хто підтримує розвиток Hydro-Québec.
Нове керівництво швидко приходить до висновку, що воно має швидко збільшити свою виробничу потужність, якщо хоче витримати збільшення попиту. У 1948 Hydro-Québec приступає до роботи над другою фазою електростанції Боарнуа, яка завершиться в 1953. Закінчив цей проєкт, компанія береться за спорудження двох електростанцій на річці Бетсіаміт в Кот-Норі в 700 км від Монреаля. Будівництво електростанцій Берсімі-1 і Берсімі-2 закінчується між 1953 і 1959. Це була перша технічна проба і прообраз розвитку Північного Квебека в наступні десятиліття.

#### Тиха революція

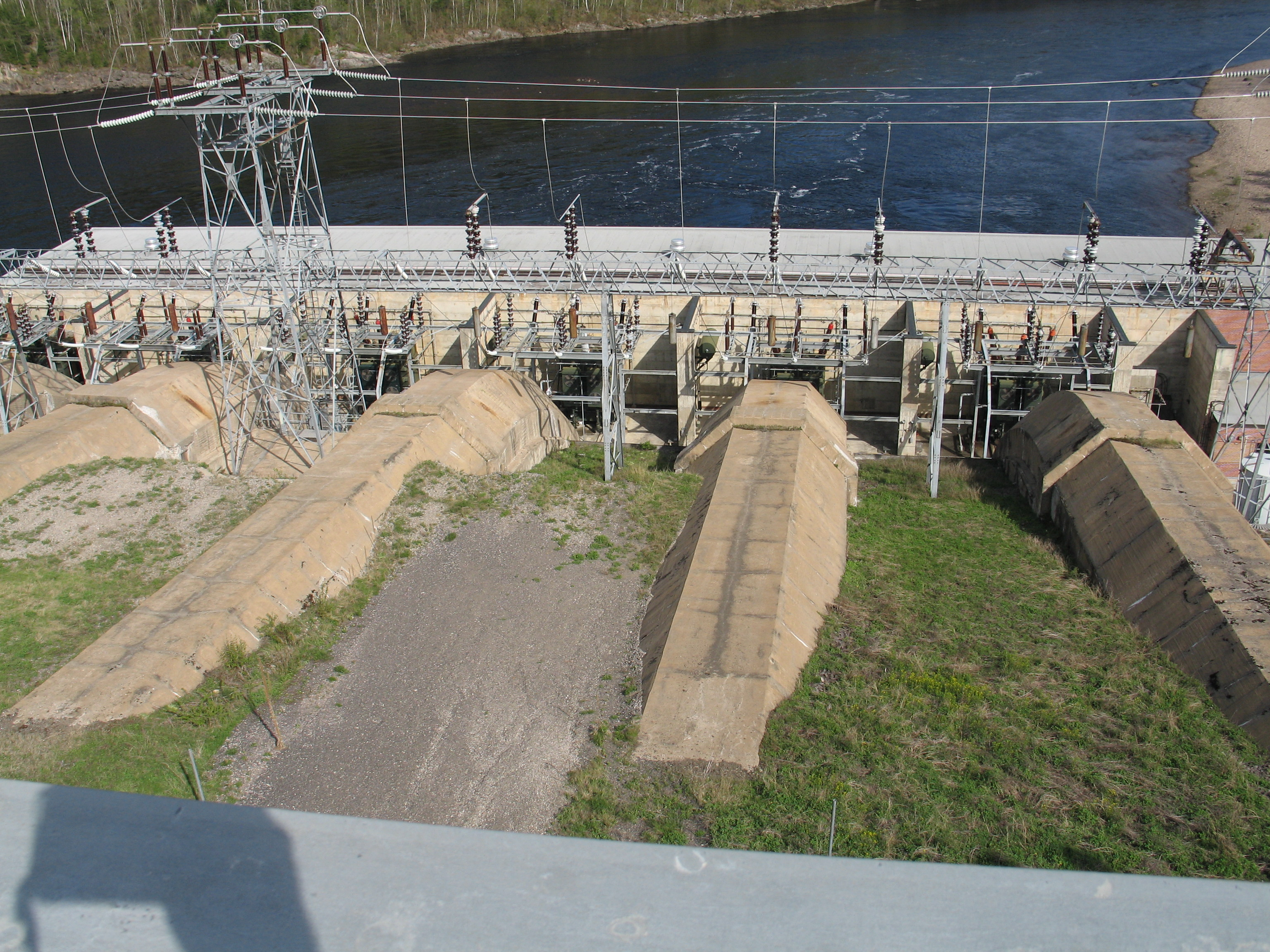
ГЕС Транш потужністю 302 МВт була придбана у Shawinigan Water and Power Company. Її було завершено у 1950

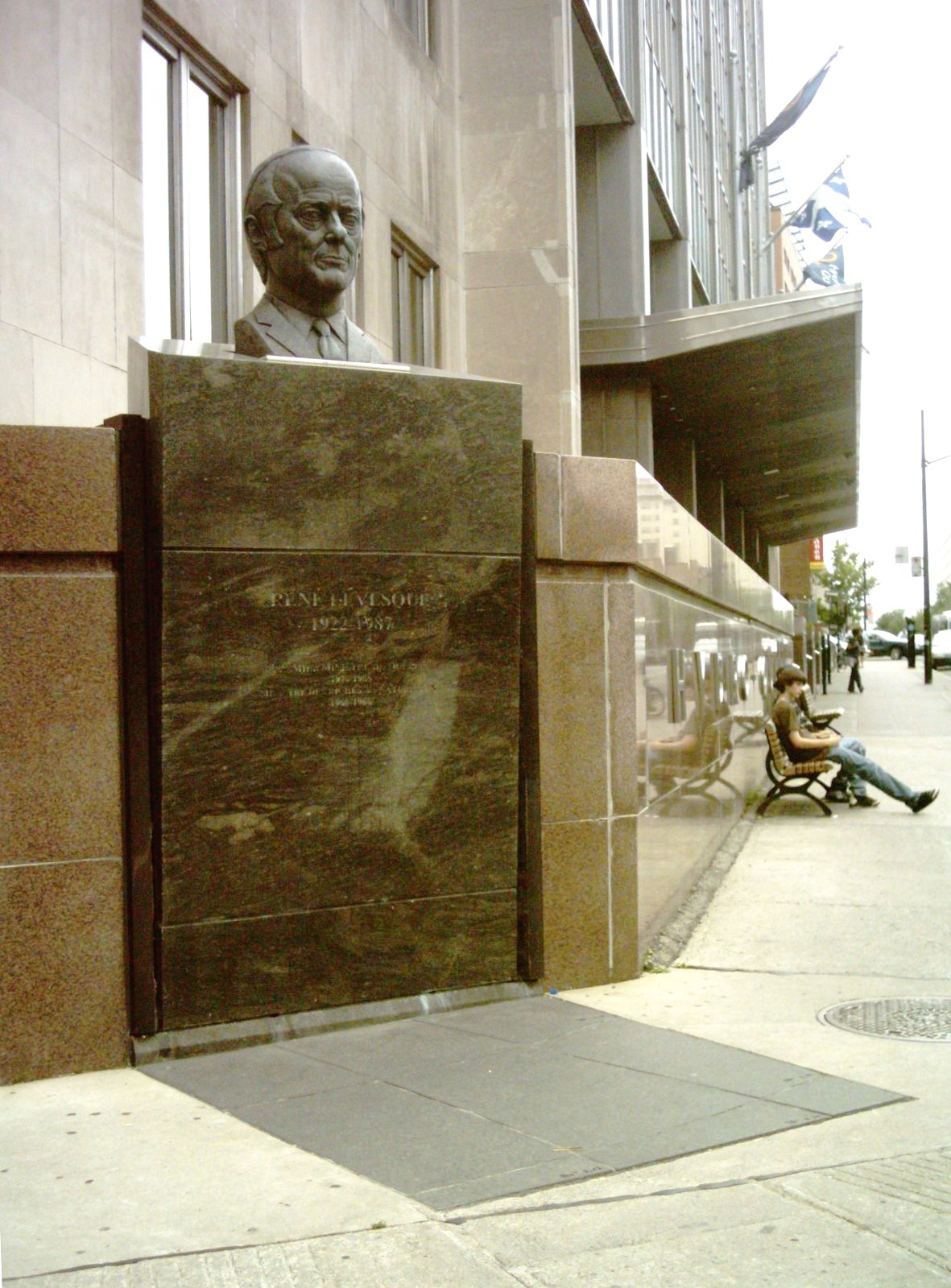
Бюст Рене Левека перед штаб-квартирою Hydro-Québec в Монреалі.

Тиха революція не перериває будівництво нових гребель. Навпаки, вона дає йому новий поштовх під управлінням Рене Левека, який успадковує посаду міністра, відповідального за Hydro-Québec, після обрання «класної команди» Жана Лесажа . Міністр схвалює продовження проєктів і готується до націоналізації 11 приватних компаній, що переважають у виробництві і розподілі в більшій частині областей Квебека.
12 лютого 1962 Левек починає свою кампанію з націоналізації. У промові, виголошеній перед представниками промисловості, він виступає проти поточного становища і «такого надзвичайного і дорогого безладу». Він додає також, що реформа посприяє «розумного пристрою нашої економіки». Потім міністр об'їжджає Квебек, щоб заспокоїти населення і спростувати аргументи Shawinigan Water & Power — головного противника проєкту. 4 і 5 вересня 1962 на таємному засіданні ради міністрів в риболовецькому таборі озера Лак-а-л'Еполь йому вдається переконати своїх колег з ліберального уряду підтримати націоналізацію. Це питання буде згодом ключовим на дострокових загальних виборах. Обрана тема обговорень — «Господарі у себе».
У листопаді 1962 уряд Лесажа переобирається і Рене Левек рішуче продовжує розпочату справу: Hydro-Québec випускає публічну пропозицію покупки акцій і купує все акції 11 приватних компаній на суму 604 мільйони доларів. Майже всі електричні кооперативи і частина муніципальних мереж також приєднуються. 1 травня 1963 Hydro-Québec стає, таким чином, найбільшим квебецьким постачальником електроенергії.

#### 1960-і і 1970-і роки
Незабаром після націоналізації 1963 Hydro-Québec просуває три великі проєкти. Подвоєння в розмірі змушує його реорганізуватися для включення нових філій в існуючі структури, як і раніше залишаючи робочою мовою підприємства французьку. У той же час відбувається переведення тисяч клієнтів з Абітібі на стандартну частоту 60 герц . І все це одночасно із спорудженням іншого великого гідроелектричного комплексу в Кот-Норі.

#### Манік-Утард

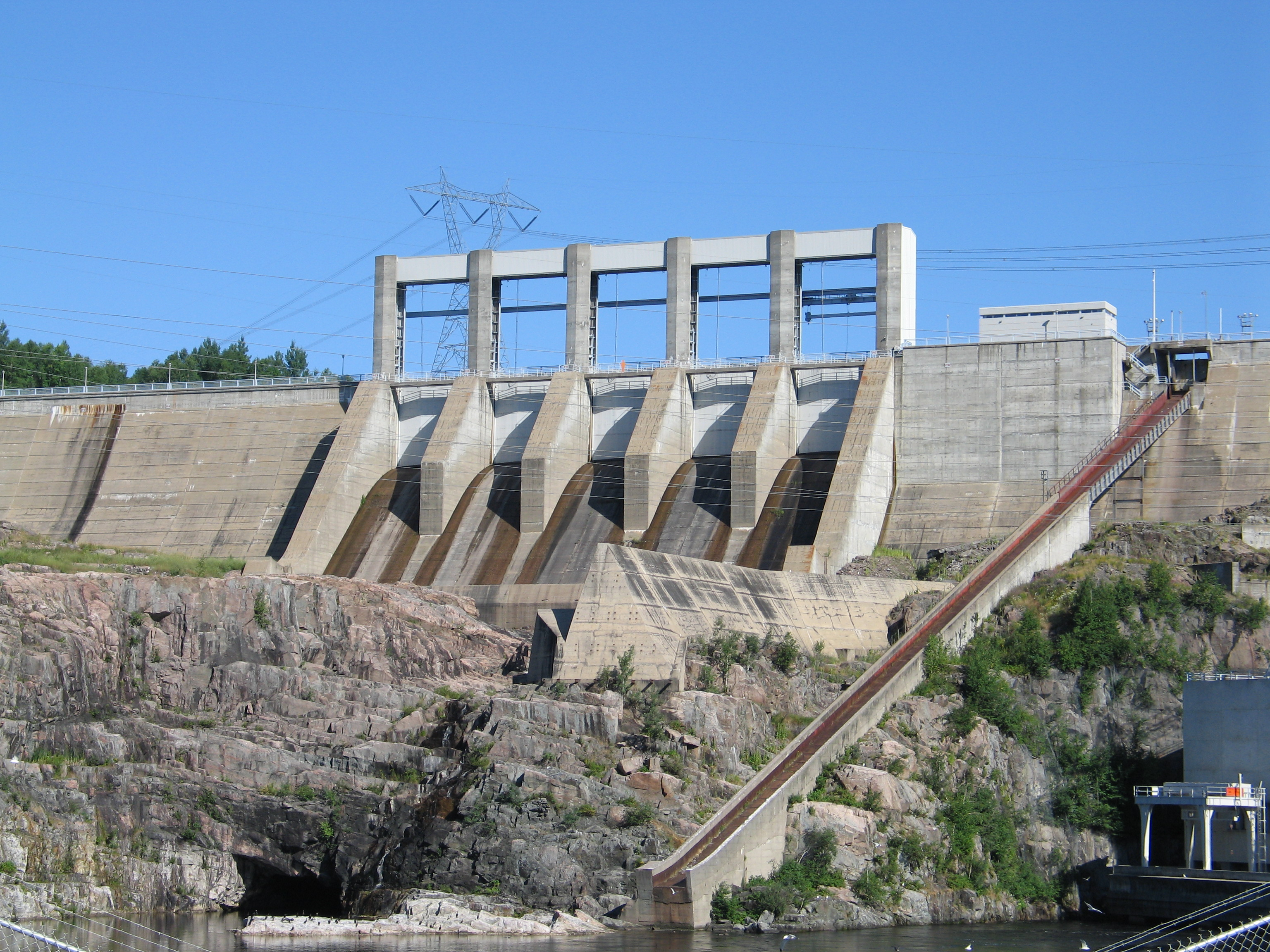
ГЕС Жан-Лесаж (колишня Манік-2), побудована між 1961 і 1965..

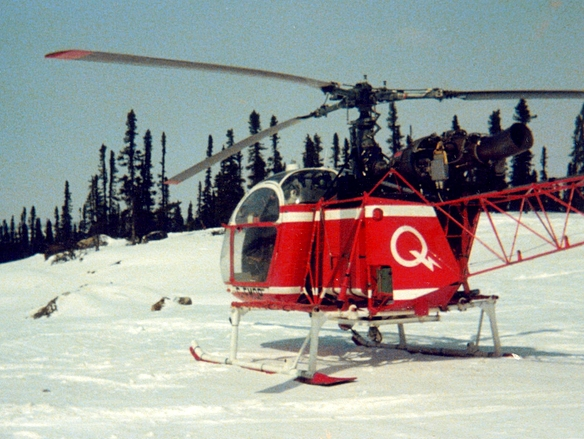
Гелікоптер для спостереження за лініями високої напруги. Взимку 1978, у Фермон.

З 1959 втілення проєкту Манік-Утард йде повним ходом в районах, прилеглих до Бе-Комо. Тисячі робітників задіяні в будівництві семи електростанцій цього комплексу, символом якого є колосальна гребля Деніел-Джонсон. Гребля була названа на честь прем'єр-міністра, який помер біля неї 26 вересня 1968 за кілька годин до церемонії відкриття.
Проєкт Манік-Утард складається з чотирьох ГЕС загальною потужністю 3675 МВт на річці Манікуаган і трьох ГЕС (1842 МВт) на річці Утард. Будівництво комплексу було завершено у 1976 на річці Манікуаган монтажем останніх агрегатів на ГЕС Рене-Левек і у 1978 на річці Утард з пуском ГЕС Утард-2.
Питання про витрати на транспортування електроенергії, виробленої цими новими греблями, розташованими в сотнях кілометрів від великих міських центрів, викликав дискусію серед інженерів Hydro-Québec. Інженер Жан-Жак Аршамбо пропонує побудувати лінії в 735 кіловольт (кВ) — з набагато більшою напругою, ніж зазвичай використовувалося в той час. Його небувалий проєкт об'єднує зусилля Hydro-Québec і деяких найбільших міжнародних постачальників високовольтних матеріалів, і 29 листопада 1965 здається в експлуатацію перша лінія мережі в 735 кВ.

#### Водоспад Черчилл

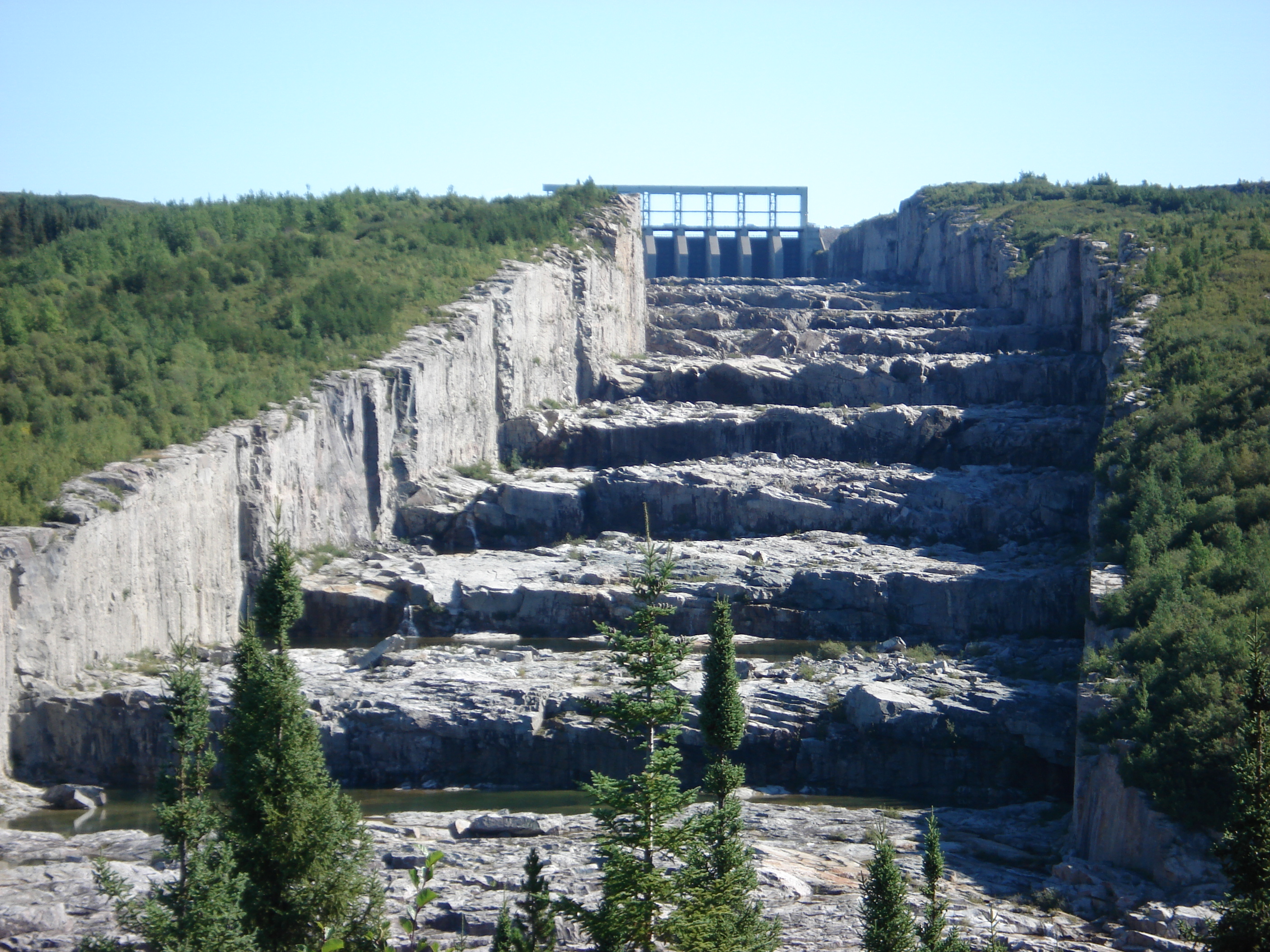
Паводковий водоскид ГЕС Робер-Бурасса здатний приймати об'єм, в два рази більший витрати води річки Святого Лаврентія. Електростанція встановленою потужністю 5616 МВт була урочисто відкрита у 1979. Вона знаходиться в центрі мережі з восьми ГЕС, відомої під назвою проєкт Затока Джеймс

Купуючи у 1963 Shawinigan Water & Power і сотні його філій, Hydro-Québec отримує частку в 20% в капіталі компанії, що планує спорудження гідроелектростанції на водоспаді Черчилл на Лабрадорі разом з консорціумом британських фінансистів British Newfoundland Corporation Limited (Brinco) під керівництвом Едмунда де Ротшильда з NM Rothschild & Sons. Після декількох років переговорів 12 травня 1969 сторони укладають остаточну угоду.
На підставі угоди Hydro-Québec протягом 65 років купує майже всю вироблену електроенергію за однією четвертий цента за кіловат-годину (кВт · год) — точна розцінка була встановлена в розмірі 0,25425 цента до 2016 і 0,2 цента на наступні 25 років договору. Натомість він розділяє процентний ризик і викуповує частину боргу за проєктом для збільшення до 34,2% частки в капіталі компанії-власника об'єкта, Churchill Falls (Labrador) Corporation Limited (CF(L)Co.) ГЕС Черчилл-Фолс встановленою потужністю 5428 МВт вирконує свої перші поставки Hydro-Québec 6 грудня 1971, а у 1974 завершується здача 11 турбін в експлуатацію.
У Ньюфаундленді в 1972 змінюється уряд і місце ліберала Джоуї Смолвуда займає консерватор Френк Мурс. Новий уряд обурений цінами, передбаченими в договорі, тим більше що в той період ціни на енергоресурси злетіли після першого нафтового шоку. Під загрозою закону про експропріацію Brinco в червні 1974 Ньюфаундлендський уряд викуповує частку підрядника в CF (L) Co. за 160 мільйонів доларів. Так провінція повернула гідроенергетичних концесію нижньої течії річки Черчилл.
Потім новий власник контрольного пакета акцій наполягає на проведенні нових переговорів з Hydro-Québec з продажу електроенергії. Тоді починається судова баталія, яка закінчиться в два підходи в Верховному суді Канади. Обидва рази, у 1984 і 1988, суд вирішує справу на користь Hydro-Québec.

#### Затока Джеймс
Через рік після свого обрання новий прем'єр-міністр Робер Бурасса запускає «проєкт століття», щоб спробувати стримати обіцянку створити 100 000 нових робочих місць. 30 квітня 1971 він оголошує членам Ліберальної партії Квебеку, що Hydro-Québec будуватиме гідроелектричний комплекс в 10 000 МВт в Жамезі — області у затоки Джеймс . Оцінивши наявні варіанти, наступного року уряд і Hydro-Québec висловлюються за спорудження трьох електростанцій на річці Ла-Гранд: LG-2 , LG-3 і LG-4.
Крім технічних та логістичних труднощів, які викликав проєкт такого розмаху в практично незайманому і віддаленому краї, голові Енергетичної компанії затоки Джеймс Роберту А. Бойду доводиться витримувати опір 5000 крі, які мають постійне місце проживання на цій території і побоюються за наслідки, які викличе проєкт в їх традиційному способі життя. У листопаді 1973 крі домагаються постанови, призупиняючої роботи. Опір корінних жителів змусить уряд Бурасса досягати з тубільцями компромісу.
Після більш ніж річних перемовин і Канади, Hydro-Québec, Енергетична компанія затоки Джеймс і Скарга Великої ради крі в суд змушує уряди Квебека домовлятися про розв'язання питання. 11 листопада 1975 сторони підписують Угоду про Затоку Джеймс і Північний Квебек. В угоді крі і ескімосам надається фінансова компенсація, визначається територія і управління службами охорони здоров'я і освіти в обмін на взаємне територіальне визнання і припинення процесу.
У 1977–1981, на будівельних майданчиках проєкту затоки Джеймс працює від 14 до 18 тисяч трудящих. Після свого відкриття 27 жовтня 1979 підземна електростанція LG-2 початковою потужністю 5328 МВт стає найпотужнішою у своєму роді в світі. Електростанція, гребля і водосховище будуть перейменовані на честь Робера Бурасса через кілька днів після його смерті у 1996. Спорудження першої черги проєкту завершується LG-3 в червні 1982 і LG-4 на початку 1984 . Друга черга проєкту, що включає розміщення п'яти додаткових електростанцій — LG-1 (1436 МВт), LG-2A (2106 МВт), Лафорж-1 (878 МВт), Лафорж-2 (319 МВт) і Брізе (469 МВт), — реалізована у 1987–1996.

### 1980-і і 1990-і роки

#### Перехід під річкою

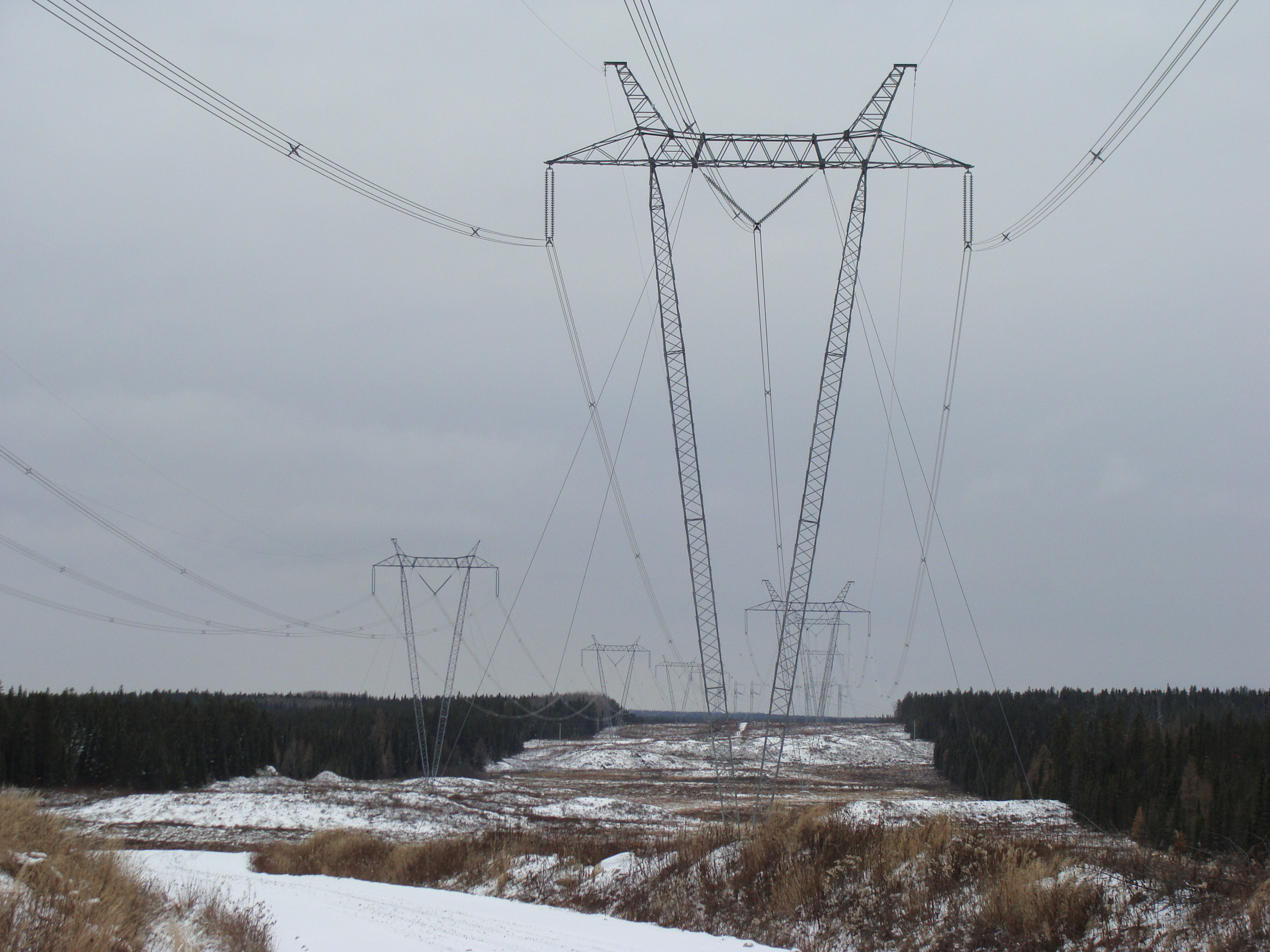
V-подібна опора з розтяжками, характерна для ліній в 735 кВ мережі Затоки Джеймс

Після двох десятиліть безперервного зростання 1980-і та 1990-і роки виявляться складними для Hydro-Québec, який пережив кілька екологічних диспутів і деяку недовіра до нього населення через розбіжності і підвищення ставок. Відлуння другого нафтового шоку і наступний за ним важкий спад також змусив підприємство змінювати свою стратегію розвитку, щоб перемістити свої пріоритети ближче до інтересів споживачів. Так, новий проєкт гідроелектростанції та спорудження лінії високої напруги, призначеної для експорту в Нову Англію, зазнав протидії тубільців і канадських і американських екологічних груп.
Щоб експортувати електроенергію від затоки Джеймс до Нової Англії, Hydro-Québec задається метою побудувати лінію електропередачі постійного струму в 450 кВ, багатотермінальну мережу постійного струму. Лінія потужністю 2000 МВт і мав зв'язати електростанції затоки Джеймс з Бостоном в Массачусетсі. Спорудження лінії відбувалося в цілому гладко, за винятком місця, де високовольтні кабелі повинні пройти через річку Святого Лаврентія між Грондіном і Лотбіньером. Зважаючи на протидію громадян на обох берегах Hydro-Québec змушений був побудувати 4-кілометровий тунель під річкою вартістю 144 мільйони доларів. Ця лінія зажадала двох з половиною років роботи. Вона була здана в експлуатацію 1 листопада 1992.

#### Гранд-Бален
Але все-таки з великими складнощами Hydro-Québec і уряд Бурасса зіткнулися в Північному Квебеці. Проєкт Гранд-Бален, про який було оголошено у 1986, передбачає спорудження трьох гідроелектростанцій на річці Гранд-Бален . Цей проєкт в 12,6 мільярда доларів повинен був мати встановлену потужність 3160 мегават і виробляти 16300 ГВт∙год енергії щорічно з моменту пуску у 1998–1999.
Проєкт відразу викликав суперечки. Як і у 1973, крі Північного Квебеку заперечують проти проєкту. Вони збуджують судові позови проти Hydro-Québec у Квебеці, Канаді та в ряді американських штатів, щоб зупинити будівництво або затримати експортні поставки квебецької електроенергії в США. Крі вимагають від федерального уряду проведення різних екологічних оціночних заходів для вивчення конструкції комплексу. Вожді крі разом з американськими екологічними групами запускають громадську кампанію, що критикує проєкт Гранд-Бален, Hydro-Québec і Квебек взагалі. Кампанія, енергійно була проведена в США і Європі через кілька місяців після провалу Міч-Лейкської угоди і кризи Ока.
Тим не менш, кампанія має успіх в штаті Нью-Йорк і змушує New York Power Authority анулювати договір на 5 мільярдів американських доларів, підписаний з Hydro-Québec в 1990. Через два місяці після свого обрання в 1994 новий прем'єр-міністр Жак Парізо оголошує про зупинку проєкту Гранд-Бален, стверджуючи, що він все одно не забезпечить енергетичні потреби Квебеку.

#### Природа шаленіє

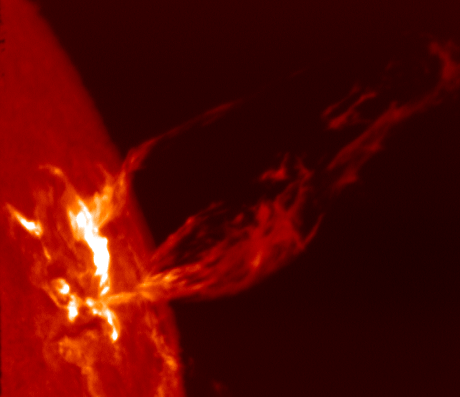
Сонячний спалах був причиною загальної несправності електричної мережі Hydro-Québec, що трапилася 13 березня 1989.

Hydro-Québec також зазнає труднощі і на інших фронтах. Природа створює проблеми мережі електропередачі компанії, яка зазнала три великі аварії за десять років. Ці неполадки вразили Ахіллесову п'яту квебецької електричної мережі: великі відстані, що відокремлюють центральні виробничі пункти від головних споживчих центрів.
У 2 ч. 5 хв. 18 квітня 1988 весь Квебек, частина Нової Англії і Нью-Брансвік занурилися в пітьму через поломку устаткування на транспортному пункті в Кот-Норі, стабилізуючому пункті передачі електроенергії, що йде транзитом від водоспаду Черчилл до Манікуагану. Несправність, що тривала подекуди до восьми годин, була викликана намороженою кригою на обладнанні пункту Арно.
Менше ніж через рік, в 2 год. 44 хв. 13 березня 1989, потужний сонячний спалах що призвів до різких коливань магнітного поля Землі і викликав спрацьовування захисних механізмів ліній електропередачі, ізоляцію мережі затоки Джеймс і веде до загальної енергетичної несправності, що тривала більше дев'яти годин. Ця аварія змусила Hydro-Québec вжити заходів щодо зменшення ризику, викликаного сонячними спалахами.

#### Криза ожеледі
У січні 1998 підморожений дощ протягом п'яти днів поспіль на півдні Квебеку призвів до найбільшої перерви в електропостачанні в історії Hydro-Québec. Вага намороженого на ЛЕП та розподільчі лінії льоду призвела до обвалення 600 км ЛЕП і 3000 км розподільних ліній на півдні Квебеку і занурює 1,4 мільйона клієнтів у темряву на періоди, які варіюють від декількох годин до майже п'яти тижнів.
Частина Монтережі, прозвана ЗМІ та населенням «чорним трикутником», найбільше зазнала кризу обмерзання з причини намороженого льоду, що перевищує 100 мм. Клієнти з острова Монреаль і з Оттави також страждали від перерви в обслуговуванні, яке має особливу важливість, оскільки більшість квебецьких домогосподарств опалюється електроенергією. Hydro-Québec негайно мобілізує більше 10 000 працівників для відновлення мережі. У розпал кризи, 9 січня 1998, острів Монреаль забезпечується всього лише однією лінією високої напруги. Уряд приймає рішення тимчасово відрізати від електрики центральні квартали Монреаля, щоб підтримати постачання всього міста питною водою.
Обслуговування було остаточно відновлено для всіх клієнтів 7 лютого 1998.
Для Hydro-Québec буря призвела до прямих витрат у 725 мільйонів доларів протягом 1998, і більше мільярда доларів протягом 10 наступних років було інвестовано в посилення мережі на випадок подібних подій. Однак частина робіт по «замикання» мережі в 735 кВ, дозволених без попередньої екологічної оцінки в продовження кризи, скоро зіткнулася з незгодою громадян Валь-Сен-Франсуа в Естрі, котрі домоглися анулювання декретів, що дозволяють будівництво. Після прийняття закону та проведення відкритих засідань по проєкту спорудженню лінії Ертель — Де-Кантон була остаточно вирішена в липні 2002 і здана в експлуатацію наступного року.

### 2000-і роки

#### Проєкт Сюруа
Мораторій, де-факто встановлений на нові гідроенергетичні проєкти в Північному Квебеку після відмови від проєкту Гранд-Бален, змушує керівництво Hydro-Québec розглядати інші рішення для задоволення зростаючого попиту. У вересні 2001 Hydro-Québec оголошує, що він хоче побудувати теплоелектростанцію на природному газі з комбінованим циклом — проєкт Сюруа. Hydro-Québec підкреслює, що ця нова електростанція необхідна для безпеки квебецького постачання, беручи до уваги ризик гідравлічної активності його водосховищ, що вона рентабельна і може бути побудована за два роки.
Проте, цей проєкт з'являється тоді, коли починається обговорення ратифікації Канадою Кіотського протоколу. З попередніми викидами 2,25 мільйона тонн вуглекислого газу щорічно електростанція Сюруа збільшила б загальні викиди Квебеку приблизно на 3%. В умовах непопулярності проєкту (опитування, проведене в січні 2004, вказує, що 67% опитаних заперечують проти нього) уряд Жана Шаре відмовляється від Сюруа в листопаді 2004.

#### Поновлення великих гідроенергетичних проєктів
Після паузи у 1990-х Hydro-Québec дав новий імпульс своєї діяльності по спорудженню нових електростанцій на початку XXI століття проєктами SM-3 у 2004 (884 МВт); Тулнустук у 2005 (526 МВт); Істмейн-1 у 2007 (480 МВт) ; Перібонка (385 МВт) та Мерсьє в 2008 (50,5 МВт); Рапід-де-Кер (76 МВт) і Шют-Аллард (62 МВт) у 2009.
7 лютого 2002 прем'єр-міністр Бернар Ландрі і вождь Великої ради крі Тед Мозес підписують угоду, що дозволяє будівництво нових гідроелектростанцій у Північному Квебеці. Почесний договір уточнює положення Угоди по затоці Джеймс і Північному Квебеку і передбачає виплату народу крі за 50 років компенсації в 4,5 мільярда доларів, особливий режим в питанні управління фауною і лісом, а також гарантує, що підприємства та працівники крі зможуть отримувати частину економічного результату від майбутніх проєктів.
Натомість крі погоджуються на активізацію будівельних проєктів ГЕС. Стає можливим будівництво ГЕС Істмейн-1, дозволену урядом у березні 1993 , і провести часткове відведення річки Руперт до водосховища Робер-Бурасса за умови деяких положень у питанні про захист навколишнього та соціального середовища. (Див. Поворот канадських річок).
Будівельні роботи зі спорудження першої ГЕС потужністю 480 МВт почалися навесні 2002 з будівництва 80-кілометрової дороги, що зв'язує будівництво з пунктом Неміско. Крім електростанції, побудованої на лівому березі річки, проєкт вимагав зведення греблі 890 м завдовжки і 70 м заввишки, 33 дамб і паводкового водоскиду. Три групи турбін-генераторів змінного струму ГЕС Істмейн-1 були запущені навесні 2007. Електростанція щорічно виробляє 2,7 ТВт ∙ год.
Після запуску ГЕС Істмейн-1 були побудовані ще дві ГЕС в тому ж регіоні. ГЕС Істмейн 1-А (768 МВт) і ГЕС Сарсель (150 МВт), які запущені у 2011., а також часткове відведення річки Руперт до водосховища Робер-Бурасса.
Ці проєкти входять в енергетичну стратегію уряду Квебека 2006–2015. Документ передбачає запуск нових гідроенергетичних проєктів на 4500 МВт, серед них 4000 МВт енергії вітру, збільшення енергетичних експортних поставок і цілі програм енергетичної ефективності.
До кінця липня 2009 Hydro-Québec вказав, що у нього виявляться значні залишки енергії на 2010 рік оціненої ринковою вартістю 1 мільярд доларів. Ці залишки викликані, зокрема, зниженням випуску в Квебеку в целюлозно-паперовому та алюмінієвому секторах. 30 липня 2009 він опублікував свій стратегічний план на 2009–2013 роки, що передбачає за цей період вкладення двадцяти п'яти мільярдів доларів і можлива участь Hydro-Québec в Плані Північ.

#### Спроба розширення на Приморські провінції
29 жовтня 2009 прем'єр-міністри Нью-Брансвік (Шон Грем) і Квебеку (Жан Шаре) підписують протокол угоди, що передбачає продаж більшої частини активів Energie NB на користь Гідро-Квебек на суму 4,75 мільярда доларів. Угода передбачала також зменшення промислових тарифів у середньому на 30% і п'ятирічне заморожування тарифів на електроенергію для домогосподарств та інституційних клієнтів з Нью-Брансвік.
Хоча угода була взагалі добре прийнято авторами редакційних статей і в ділових колах, вона зустріла багато заперечень серед населення Нью-Брансвік. 20 січня 2010 в угоду були внесені поправки, щоб зберегти під нью-брансвіцьким контролем передачу електроенергії і електропостачання, але це не послабило тиск опозиції.
24 березня 2010 обидва уряди оголосили про анулювання угоди, посилаючись на виявлення проблем під час «ретельної перевірки» активів. Проте це пояснення оскаржується аналітиками, які пов'язують це скоріше з політичними проблемами нью-брансвіцького уряду.

#### Розбіжності
2009 року Гідро-Квебек критикували за щедрі пожертви двом приватним монреальським школам: Колеж Жана де Бребеф і Коллеж Нотр-Дам. Уряд закликав його до порядку, і Гідро-Квебек підтвердив, що більше не буде робити пожертвувань приватним школам. Також Гідро-Квебек було поставлено у скрутне становище через надання грошової допомоги Оттавському університету в Онтаріо в розмірі 150 000 $. У цих установах журналісти розкрили зниклі або існуючі досі зв'язку керівників державної компанії.
У тому ж році Професійна Федерація Журналістів Квебеку присудила Гідро-Квебек нагороду «Чорна пляма», яка свідчить про відсутність прозорості в компанії.

## Організація і фінансова ефективність

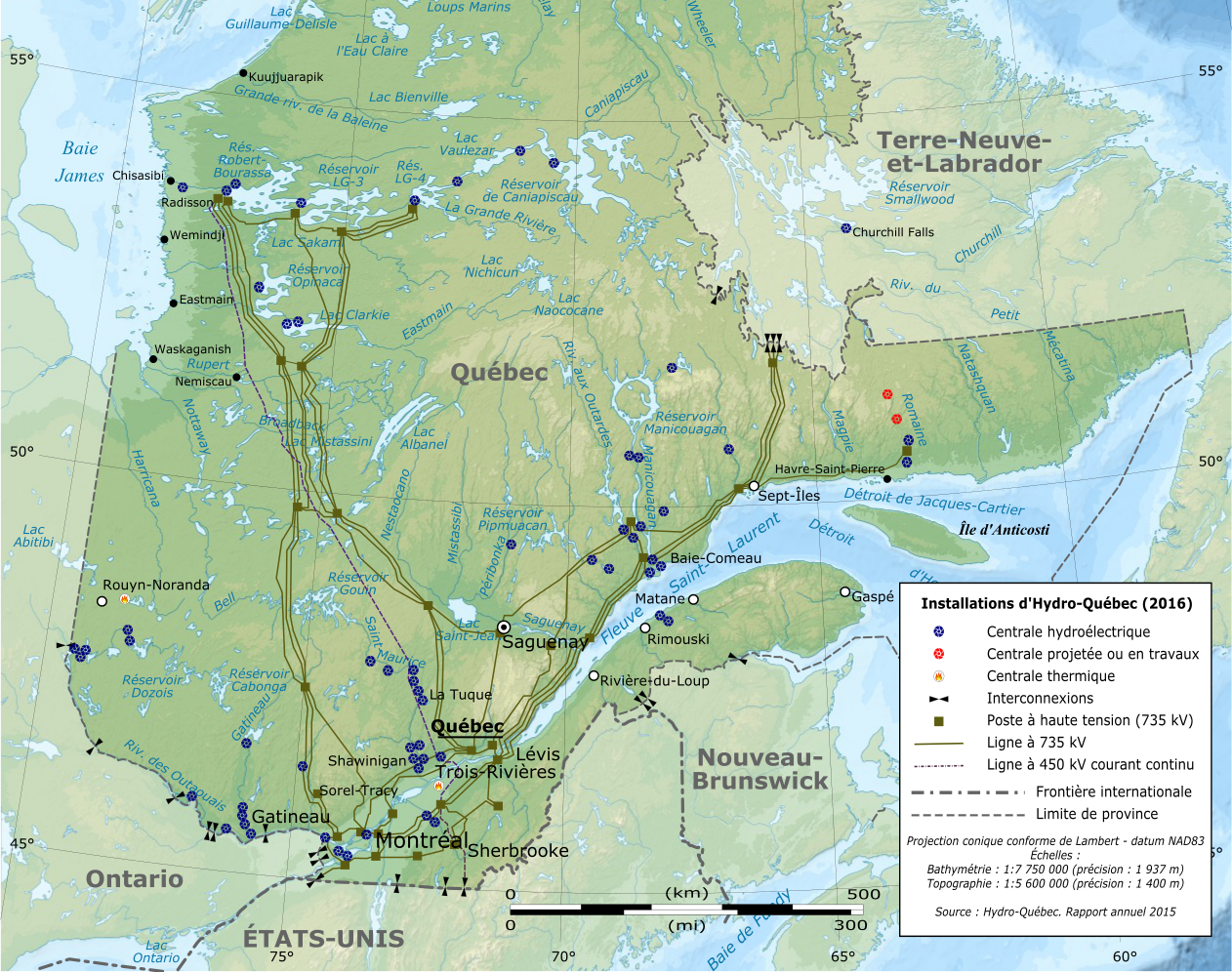
Схема розташування ГЕС і мережі високовольтної електропередачі Гідро-Квебек.

### Функціональний поділ
Як і більшість великих енергетичних корпорацій в Північній Америці, організація Гідро-Квебек зазнала фінансових втрат через скасування регламентації ринків електроенергії, введеної в США в середині 1990-х. При реорганізації компанії проведено поділ виробничих, електропередавальних та розподільчих функцій.
Електропередавальний підрозділ TransÉnergie було визначено першим на реструктуризацію з 1997 у відповідь на постанову 888 американської Федеральної комісії з регулювання енергетики. Зміна структури було завершено у 2000 прийняттям законопроєкту 116, який змінив Закон про управління енергетикою та інші законоположення і узаконив функціональний розподіл між виробничою, передавальною і розподільною діяльністю.

### Патримоніальний тариф
Цьому функціональному поділу та утвердження «патримоніального тарифу» вторило дослідження, проведене за рахунок уряду Бушара фірмою Merrill Lynch. Дослідження, опубліковане в січні 2000, мало на меті «запропонувати шляхи скасування регламентації виробництва електроенергії» відповідно до північноамериканських тенденцій, не порушуючи при цьому «квебецького суспільного договору», що включає однаковість ставок на всій території, їх стабільність і збереження «низькими, особливо для побутових споживачів».
Новий закон зобов'язує підрозділ Hydro-Québec Production (HQP), що експлуатує електростанції, поставляти на продаж і відбирати на власні потреби максимальний річний об'єм у розмірі 165 терават-годин (ТВт ∙ год) електроенергії, резервувати для покриття втрат 13,86 ТВт ∙ год і гарантувати пікову потужність в 34 342 МВт за фіксованою ціною 2,79 цента за кВт ∙ год — за патримоніальним тарифом. У декреті уряду Квебека 1277–2001 обсяги доставки розподілені на всі 8760 годин невисокосного року і становлять від 11 420 до 31 342 МВт.
Hydro-Québec Distribution (HQD) має купувати надлишкову електроенергію, що у 2007 склало 8,2 ТВт ∙ г, в інших постачальників, дістаючи її на найближчих енергетичних біржах, підписуючи позаконкурсний договір з дрібними виробниками, на тендерах, віддаючи пріоритет таких джерел енергії, як когенерація на природному газі і біомасі, вітряна (мала) електроенергетика, або під час кампаній з енергетичної ефективності. Наприклад, Hydro-Québec Distribution оголосив два тендери, у 2003 і 2005 роках, на покупку пакетів в 1000 і 2000 МВт електроенергії, виробленої вітряками. Постачання електроенергії, виробленої за контрактом на 23 вітрових електростанціях, почали здійснюватися у 2006 і триватимуть до грудня 2015 .